# Dolichoderus antiquus
Dolichoderus antiquus es una especie extinta de hormiga del género Dolichoderus, subfamilia Dolichoderinae. Fue descrita científicamente por Carpenter en 1930.
Habitó en los Estados Unidos. Se cree que vivió en el estado de Colorado.